# Tim Weisberg
Tim Weisberg (Hollywood; 1943) is een Amerikaanse fluitist. Hij is voornamelijk bekend van twee muziekalbums die hij samen opnam met Dan Fogelberg.
Hij kreeg eerst een opleiding tot klassieke muziek klassiek-fluitist, onder andere aan de University of California, Los Angeles en van Bob Armer (fluitist van Central Oregon Symphony Association). Andere lerares was Luella Howard, die speelde op muziekalbums van Frank Sinatra en Neil Diamond, maar voornamelijk eerste fluitist(e) was in het Los Angeles Philharmonic Orchestra. Howard werd vermeld in het dankwoord op Hurtwood Edge.
Toch viel Weisberg meer voor de muziek van onder meer Herbie Hancock, Herbie Mann, Cannonball Adderley en Wes Montgomery.
Begin jaren 70 gaat hij een samenwerkingsverband aan met vibrafonist Lynn Blessing (1934-1994). Tegelijkertijd verscheen Weisberg als fluitist op albums van The Carpenters en Dave Mason. In die jaren was hij zo populair dat hij mocht optreden in de Don Kishner-concert-serie. Zijn single A hard way to go werd opgenomen in de soundtrack van Annie Hall. Men probeert zijn muziek in te delen, hetgeen maar niet wil lukken. Hij speelde een combinatie van rock en jazz, doch jazzrock vond men het niet. Vanuit Manhattan Beach werd het steeds rustiger rond Weisberg, die niet de noodzaak had om op de voorgrond te treden. In de jaren 80 speelde hij samen met David Benoit, die toegetreden was tot Weisberg’s band.
In 1988 werd er bij hem ingebroken en werden er 14 dwarsfluiten van hem gestolen, waaronder een zilveren en een 14 karaat gouden, die samen ongeveer 30.000 Amerikaanse dollars waard waren. 
De laatste jaren werden de rollen met Benoit omgedraaid, hij maakte deel uit van de band van David Benoit.
Hobby’s zijn wielrennen en vliegen. Hij wordt als promotor opgevoerd van het merk Haynes fluiten naast bijvoorbeeld Jean-Pierre Rampal. In de Verenigde Staten is ook een aantal singles uitgebracht. 

## Discografie
- 1971: Tim Weisberg
- 1972: Hurtwood Edge
- 1974: Dreamspeaker
- 1974: Tim Weisberg 4
- 1976: Listen to the city
- 1977: Live at last
- 1977: Tim Weisberg Band
- 1978: Rotations
- 1978: Twin sons of different mothers (met Dan Fogelberg)
- 1979: Smile! Best of Tim Weisberg
- 1979: Night-rider!
- 1979: Tip of the Weisberg, een speciale elpee-persing
- 1980: Party of one
- 1980: Tip of Tim Weisberg
- 1985: High Risk
- 1987: Travelling light
- 1989: Outrageous temptations
- 1994: Naked eyes
- 1995: No resemblance whatsoever
- 1996: Undercover
- 1999: Time traveller (verzamel)

## YouTube
- Weisberg in interview
- Samen met Fogelberg

Dreamspeaker · High Risk · Hurtwood Edge · Listen To The City · Live at Last · Naked Eyes · Night-Rider! · No Resemblance Whatsoever · Outrageous Temptations · Party Of One · Rotations · Smile! The best of Tim Weisberg · Time Traveler · Tim Weisberg · Tim Weisberg 4 · Tim Weisberg Band · Tip Of The Weisberg · Traveling Light · Twin Sons of Different Mothers · Undercover
- International Standard Name Identifier: 0000 0000 9046 6744
- Library of Congress Control Number: n91074320
- MusicBrainz: 97e3e2c3-c63f-4e98-ac04-000e472719ce
- Nederlandse Thesaurus van Auteursnamen: 101804172
- Virtual International Authority File: 132107362
- WorldCat: E39PBJxMm6WbHjwBTt8k9rFMyd